# Jupiter et le Passager
Jupiter et le Passager est la treizième fable du livre IX de Jean de La Fontaine situé dans le second recueil des Fables de La Fontaine, édité pour la première fois en 1678.

## Texte de la fable
Ô combien le péril enrichirait les Dieux,

Si nous nous souvenions des vœux qu’il nous fait faire !

Mais le péril passé l’on ne se souvient guère

De ce qu’on a promis aux Cieux ;

On compte seulement ce qu’on doit à la terre.

Jupiter, dit l’impie, est un bon créancier :

Il ne se sert jamais d’huissier.

Eh qu’est-ce donc que le tonnerre ?

Comment appelez-vous ces avertissements ?

Un Passager pendant l’orage

Avait voué cent Bœufs au vainqueur des Titans.

Il n’en avait pas un : vouer cent Éléphants

N’aurait pas coûté davantage.

Il brûla quelques os quand il fut au rivage.

Au nez de Jupiter la fumée en monta.

Sire Jupin, dit-il, prends mon vœu ; le voilà :

C’est un parfum de Bœuf que ta grandeur respire.

La fumée est ta part ; je ne te dois plus rien.

Jupiter fit semblant de rire :

Mais après quelques jours le Dieu l’attrapa bien,

Envoyant un songe lui dire,

Qu’un tel trésor était en tel lieu : L’homme au vœu

Courut au trésor comme au feu.

Il trouva des voleurs, et n’ayant dans sa bourse

Qu’un écu pour toute ressource,

Il leur promit cent talents d’or,

Bien comptés et d’un tel trésor.

On l’avait enterré dedans telle Bourgade.

L’endroit parut suspect aux voleurs ; de façon

Qu’à notre prometteur l’un dit : Mon camarade

Tu te moques de nous, meurs, et va chez Pluton

Porter tes cent talents en don.
— Jean de La Fontaine, Fables de La Fontaine, Jupiter et le Passager, texte établi par Jean-Pierre Collinet, Fables, contes et nouvelles, Gallimard, « Bibliothèque de la Pléiade », 1991, p. 370